# Clairvaux-d’Aveyron
Clairvaux-d’Aveyron település Franciaországban, Aveyron megyében. Lakosainak száma 1154 fő (2022. január 1.). Clairvaux-d’Aveyron Belcastel, Druelle Balsac, Goutrens, Mayran, Moyrazès és Valady községekkel határos.

## Népesség
A település népessége az elmúlt években az alábbi módon változott:
| Lakosok száma | 834  | 923  | 911  | 1116 | 1156 | 1162 | 1144 | 1148 | 1146 | 1154 |
|               | 1968 | 1982 | 1990 | 2006 | 2013 | 2015 | 2017 | 2019 | 2020 | 2022 |